# روجا
روجا مجموعه‌ای از اشعار نیما یوشیج است که وی آن‌ها را به زبان مازندرانی (طبری) و مشخصاً به گویش کجوری سروده است. روجا در زبان طبری به معنای «ستارهٔ سرخ‌رنگ صبحگاهی»، نامی دخترانه و همچنین نامی مرسوم برای احشام است. مجموعهٔ اشعار روجا شامل حدود ۴۵۰ شعر است که همگی در قالب دوبیتی و به سبک امیری سروده شده‌اند، که گونه‌ای رایج از ادبیات مازندرانی است. مضامین این ابیات تنوع بسیار زیادی دارند، گرچه نیما به موضوعات ویژه‌ای، همچون عشق، طبیعت، سرزمین مادری و…، بیشتر پرداخته است. تعداد زیادی از دوبیتی‌های روجا معطوف به فرهنگ و تاریخ طبرستان هستند و گمان می‌رود حفظ زبان طبری یکی از اهداف نیما برای سرودن شعر به این زبان بوده است. اشعار روجا بسیاری از واژگان، اصطلاحات و باورهای کهن مردمان مازندران را در خود دارد.
این کتاب هم در لحن و هم در محتوا تحت تأثیر امیر پازواری است. شعرهای نیما در روجا بیان‌کنندهٔ عقاید طبیعت‌گرایانه و انسان‌گرایانهٔ او هستند و همچنین عواطف و احساسات او را بروز می‌دهند. گرچه قالب شعری در این مجموعه به صورت دوبیتی و مشابه امیریِ سنتی است، ولی در نظر برخی منتقدان، این اشعار توانسته باعث تحول شعری شود و همان روشی را طی می‌کند که شعر نیمایی در زبان فارسی پیموده است؛ گرچه این تحول تنها در محتوای شعرهاست، نه در فُرم.
این مجموعه طی سال‌ها و به مرور نوشته شد و نیما یوشیج که از جوانی به صورت پراکنده شعرهای مازندرانی می‌گفت، در زمان حیات خود موفق به انتشارشان نشد. سی سال پس از درگذشت نیما، روجا در چند نسخه با تصحیح‌های گوناگون به چاپ رسید. تعداد ابیات چاپ شده در نسخه‌ها مقداری تفاوت دارد. در ابتدا ۴۵۴ دوبیتی در دیوان کامل اشعار نیما، به کوشش سیروس طاهباز، منتشر شده بود و در نسخه‌ای که عادل جهان‌آرای و مانی سولده تحت نظر شراگیم یوشیج به چاپ رساندند، ۴۶۶ دوبیتی آمده است.

## نام
«روجا» در زبان مازندرانی (طبری) به معنی «ستارهٔ سرخ سحری»: ۳۳ ، «روشنک»: ۱۲۹  یا «ستارهٔ راهنمای صبحگاهی» است. آشکار شدن این «ستارهٔ شباهنگ سرخ سحری» در آسمان، در گذشته نشانه‌ای از نزدیکی طلوع صبح بود و راهنمایی برای کاروان‌های شب‌پیما محسوب می‌شد.: ۱۰۷ 
گویا خانوادهٔ نیما نام گاو شیره‌ده خود را «روجا» گذاشته بودند. خود او در تاریخ بهمن ۱۳۱۸ خاطره‌ای را یادداشت کرده و دربارهٔ نخستین شعری که سروده، چنین می‌گوید: «… من هم یاد ندارم که قدیم‌ترین شعر من کدام بود ولی در مرگ «روجا»، گاو خودمان، شعری در حضور پدرم خواندم. پدرم فقط به من گفت: «آفرین. باید تیراندازی را هم یاد بگیری» و اشاره به تیر و کمان کهنه، که به دیوار آویزان بود کرد…»
معاصر با نیما، احسان طبری نیز شعری چهارپاره به نام «سوائی» (سپیده‌دم) را به زبان مازندرانی در سال ۱۳۲۷ خورشیدی منتشر کرده بود که در بند نخست آن واژهٔ «روجا» به کار رفته است.

## محتوای شعرها
اشعاری که در مجموعهٔ روجا گردآوری شده‌اند، دارای تنوع بسیاری در مضمون و محتوا هستند. به نظر نمی‌رسد این دوبیتی‌ها در مقطع خاصی از زندگی نیما سروده شده باشند. شعرهایی از دوران جوانی او تا زمان اوج فعالیتش در روجا جمع شده‌اند. بخش قابل توجهی از دوبیتی‌ها متعلق به دوران نوجوانی و جوانی نیماست که در آن‌ها توصیفات عاشقانهٔ نیما پدیدار می‌شود و برخی از این دسته اشعار دارای مضامین چندان شاعرانه‌ای نیستند. قسمت دیگری از آثار دارای بن‌مایه‌های سیاسی و اجتماعی هستند و از جنبش مشروطه تأثیر گرفته‌اند. در این اشعار حضور نمادهای اساطیری و زبان نمادین و ارائهٔ تصاویری آرمان‌شهری به چشم می‌خورند. گروه دیگری از شعرها هم حاوی ابراز احساسات و امیال شاعر، معرفی خود و نیاکانش، ستایش افراد و گاه رجزخوانی نیماست.: ۱۰۸–۱۰۹ 

### توجه به فرهنگ بومی مازندران

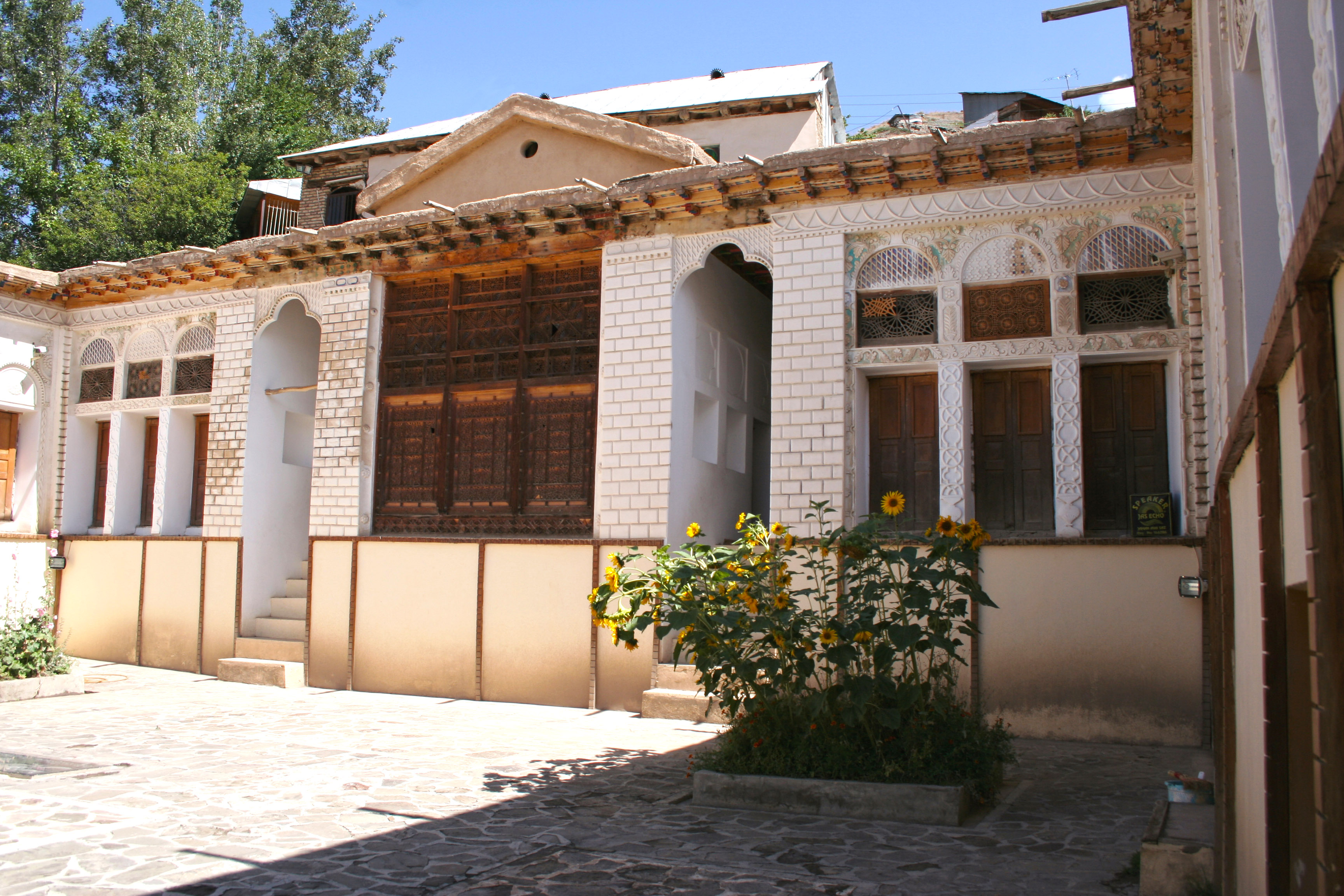
خانهٔ اجدادی نیما یوشیج در روستای یوش، شهرستان نور که مقبرهٔ نیما به حیاط آن منتقل شده است.

نیما یوشیج در زمانه‌ای می‌زیست که از لحاظ سیاسی و اجتماعی، دوره‌ای پرالتهاب بود و جامعه از فرهنگ سنتی به نهادهای متجدد و مدرن گذار می‌نمود. در چنین فضایی نیما یوشیج سبک شعر نو خود را ارائه کرد که بازتابی از تحولات جامعه بود؛ اما نیما نه تنها به عنوان تغییر دهندهٔ مسیر ادبی ایران، بلکه به عنوان ناظم و گسترش‌دهندهٔ خرده‌فرهنگ توده‌ها و اقشار جامعه نیز شناخته می‌شود. در حالی که پس از مواجههٔ ایرانیان با ادبیات و فرهنگ غرب، هویت و زبان خرده‌فرهنگ‌ها به انزوا کشیده شده بود، اشعار طبری نیما، واژگان و مفاهیم بومی مازندران را در امتداد اسطوره و تاریخ قرار داد و با فرهنگ ملی هم‌نوا ساخت.: ۵۱–۵۲  نیما در مقدمهٔ روجا نیز به هدف حفظ واژگان طبری اشاره‌ای دارد: «مثل همه مردم من حرف خودم را می‌زنم اگر آن‌ها زبان خود را مخلوط کرده‌اند من هم مخلوط می‌کنم اما حرص دارم با کلماتی مخلوط شود که قبیله من دارد آن‌ها را فراموش می‌کند.» همچون شماری دیگر از نو اندیشان ایرانی، در روند تجدد و مدرنیسم «بازگشت به خویشتن» را در نظر داشت و مانند تقی‌زاده، زبان را برای سیرابی فرهنگی، برگزید؛ لذا، در حالی که زبان مازندرانی شرایط نامساعدی داشت و قدرت پیشین خود را از دست داده بود، نیما به وسیلهٔ بازتولید واژگان طبری، روح جدیدی در آن دمید.: ۵۳–۵۴  او می‌کوشید چالش میان سنت و مدرنیته را به نفع هویت ملی سازمان دهد و بر پایهٔ فرهنگ کهن سرزمینش، به نوآوری بپردازد.
منصور علی‌اصغری، هدف نیما یوشیج از سرودن مجموعهٔ روجا را احیاء و حفظ فرهنگ و زبان مادریش می‌داند.: ۳۶  همچنین یکی از مهم‌ترین اهداف نیما می‌توانست وارد کردن شعر مازندرانی به حوزهٔ دغدغه‌های اجتماعی باشد. او نشان داد شعر مازندرانی توانایی بازتاب دادن اندیشه‌های اجتماعی نوین را داراست.: ۱۹۸–۱۹۹  روجا شامل حدود ۴۵۰ دوبیتی است که منبعی غنی از شخصیت‌ها، اماکن و اقوام تاریخ و فرهنگ طبرستان و همچنین مجموعه‌ای ارزشمند از واژگان، ترکیب‌ها، باورها، آیین‌ها، ضرب‌المثل‌ها و نمادهای زبان طبری است. نیما یوشیج در روجا از تکنیک‌های کهن زبان طبری بهره گرفت و از قالب دوبیتی که در این زبان سابقه طولانی دارد، استفاده کرد.: ۳۶  نیما برای نگارش تاریخ ادبیات مازندرانی تلاش‌های فراوانی کرد و شکایت‌هایش از افرادی که منابع دست اول را در اختیار قرار نمی‌دهند، ثبت شده است.: ۳۳  او در نامه‌ای به برادرش، لادبن اسفندیاری، می‌نویسد: «از تو می‌خواهم در کتاب‌خانه‌های قدیمی مسکو گردش کنی و دو جلد کتاب برای من به دست بیاوری که خیلی به تهیهٔ وسیلهٔ سرگرمی من کمک کرده‌ای. اول دیوان امیر پازواری، دوم تاریخ طبرستان…»: ۶۹  از آخرین آرزوهای او تدوین دستور زبان طبری و تدوین تاریخ ادبیات مازندران بود که پیش از مرگش محقق نشد.: ۳۳ 
در بخشی از دوبیتی‌های روجا، نیما به معرفی خود، خانواده و نیاکانش می‌پردازد. نیما در خودزندگی‌نامه‌ای نوشت که نسبش به گرجی‌ها می‌رسد، ولی گمان می‌رود که این نسبت تنها از سوی خاندان مادری اوست. بر اساس تبارنامه و مقدمه‌ای که به قلم نیما در کتاب زندگی‌نامهٔ حسن اسفندیاری نوشته شده، پیشینه این خاندان به گیل گیلانشاه می‌رسد. جد نیما، میرزا علیخان، نایب‌الحکومه مازندران در عهد ناصری بود و خانهٔ اجدادی او در روستای یوش همچنان عمارت مجللی است. نیما علی‌رغم بیان این جایگاه اجتماعی، فروتنی پیشه می‌کند و از غم غریبی خود می‌سراید.
نیما خود را شاعری به زبان تاتی می‌نامد. از بسیاری از اقوام، اماکن و شخصیت‌های برجستهٔ مازندران در روجا یاد شده است. به عنوان نمونه، نیما از گودارها و جوگی‌ها، میرشکاران و گالش‌ها نام می‌آورد، صالح حائری را می‌ستاید، ملک بهمن و ملک کیومرث را به عنوان اجدادش یادآوری می‌کند، از روستاهای پیرامون محل زندگی خود نام می‌برد و امیر پازواری و معشوقه‌اش گوهر را مخاطب قرار می‌دهد.: ۳۷–۴۷ 

### دیدگاه فلسفی

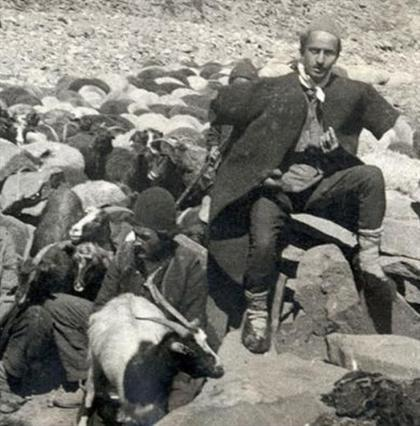
تصویری از جوانی نیما یوشیج با لباس محلی و حین دامداری در روستا

نیما به شهر و روابط حاکم بر زندگی شهری علاقه‌ای نداشت. او در یکی از نامه‌ها، به تاریخ ۱۲ فروردین ۱۳۰۱ می‌نویسد: «سیر در جنگل‌ها و تماشای قلهٔ کوه‌ها و مناظر گوناگون قشنگ صحراها و امواج دریاها، زندگی در روش ساده و دهقانی مرا طوری تربیت کرده است. به من حالاتی داده است که از شهر و رسوم شهری متنفرم.»: ۶۰  مؤلفه‌های نگاه نیما یوشیج به زندگی پیرامونیش در روستا، علاوه بر طبیعت‌گرایی و وصف عناصر مشهود، نزدیکی تفکر او را به مکتب رمانتیسم نشان می‌دهد. از نظر محمد عظیمی، نیماشناس معاصر، درد و دغدغهٔ مداوم نیما جستجوی آرامشی بود که حتی با گریز از شهر و پناه به یوش به دست نمی‌آمد. نیما همواره به زادگاه خود احساس نوستالژی داشت. در نگاه او طبیعت و انسان تفکیک‌ناشدنی هستند و در حیات اجتماعی به هم‌پیوسته و مکمل یکدیگرند. البته طبیعت‌گرایی نیما یک احساس سطحی برای بازگشت به خلوتی غیراجتماعی و بازگشت به عقب‌ماندگی روستا نیست. نیما مدرنیته را می‌پذیرد، اما به گونه‌ای که ویژهٔ نگاه اوست و این مدرنیته، بازتولیدی از سنّت و با رنگ و بوی محلی است که فرهنگش را ملی و سپس جهانی می‌کند.: ۶۴ 
نیما رهیافتی فلسفی به مسئلهٔ انسان دارد و اشعار او بر پایهٔ اومانیسم (انسان‌گرایی) و نگاهی نو و مبتنی بر اصول متافیزیکی مدرنیسم است. در دیدگاه نیما، محور تمامی برنامه‌ها و موضوعات اجتماعی انسان است و آدمی دارای ارزش و اصالت است. بنابر این نگاه فلسفی است که نیما در شعر خود قشر پایین جامعه را موضوع آثارش قرار می‌دهد و انسان‌هایی در شعرش هستند که هیچ‌گاه در ادبیات قدیم دیده نمی‌شدند. این انسان می‌تواند کشاورزی شالیکار باشد که فراتر از هویت ملی، برای او می‌توان جایگاهی جهانی متصور شد و این انسان مدرن در شعر نیما آزاد و خلاق است و سرنوشت خویش را به دست دیگری یا ماوراءالطبیعه قرار نمی‌دهد.: ۵۹–۶۰ 
نیما در روجا از عدم آگاهی و آشنایی مردم با حقوق فردی و اجتماعی‌شان شکوه می‌کند و آنان را به ایستادگی و مقاومت در برابر ستمگران حاکم بر جامعه تشویق می‌کند. ۵۲ دوبیتی از روجا چنین مضامینی دارند؛ گاه مستقیم و گاه به صورت استعاری و سمبولیک.: ۳۹–۴۰  شیون نوری در مجلهٔ گیله‌وا در توصیف این دیوان می‌نویسد: «[نیما] در روجا از منتظران واقعی رهایی و نجات، فقر، فواصل طبقاتی، افشای نظام فئودالی، غربت، ساده زیستی و پیاده راندن بر خارزار زمین سخن می‌راند بی آن که لحظه‌ای منفعل و کنش‌پذیر باشد و در برج عاج و با تکیه بر اریکه و اقتدار نسل و تبار خویش، تافتهٔ جدابافته باشد. آیینه‌ایست تمام نما از روزگار، مردم جامعه و انعکاس دهندهٔ آلام اجتماعی.»

### زن و عشق
قالب دوبیتی از دیرباز بیش از هر قالب شعری دیگری برای مضامین عاشقانه و ابراز عواطف شاعر استفاده می‌شده است.: ۷۰  از میان ۴۵۶ دوبیتی که در نسخهٔ گردآوری شده توسط محمد عظیمی از روجا هست، ۱۵۸ قطعه دارای واژه‌هایی مرتبط با زنان هستند. در ۱۴۴ دوبیتی این اشاره به صورت مستقیم و در ۱۴ دوبیتی به صورت غیرمستقیم و مفهومی است. توجه نیما به عنصر آنیما و توجه او به زنان موجب شده تا بیش از یک‌سوم (۳۴٫۶٪) شعرهای روجا حاوی چنین عباراتی باشند. کلمهٔ «یار» خود به تنهایی ۶۳ بار در روجا تکرار شده است. برخلاف ادبیات کلاسیک فارسی که در بسیاری از موارد جنسیت معشوق را کتمان کرده‌اند، در روجا صراحتاً معشوق مؤنث است و «کیجا» (دختر) خطاب می‌شود و گاه با نام کوچکش خوانده می‌شود.: ۸۶ 
نیما در جوانی تجربه‌های عاشقانه‌ای را پشت سر گذاشته بود؛ نخست عاشق دختری غیر مسلمان شد که به علت تفاوت دین قادر به ازدواج با او نشد و پس از آن، با دیدن دختری به نام «صفورا» حین آب‌تنی در رودخانه، عاشق او شد ولی صفورا حاضر نشد برای ازدواج با نیما، به شهر نقل مکان کند. در روجا نشان از این دلبستگی وجود دارد و حتی نام «صفورا» در بیتی آمده است. نیما بعدها با خواهرزادهٔ جهانگیر صوراسرافیل که عالیه جهانگیر نام داشت، ازدواج کرد.: ۷۲–۷۳  نیما در توصیف زیبایی‌های ظاهری و رفتاری معشوق، پیرو سنت ادبیات کلاسیک فارسی عمل کرده و در تصویرسازی از چهره، زلف و چشم یار و ویژگی‌های رفتاری معشوق همچون جفاپیشگی، سنگ‌دلی و بی‌اعتنایی بهره برده است. با این حال، او به دلیل جسارتش در کشف فضاهای تازه، دیدگاه بومی‌گرایانه‌تری به معشوق دارد و مضامینی همچون تشت زدن، امیری‌خوانی، رقص (سِماء)، نشا کردن، دوشیدن گاو و آوردن آب از چشمه را به یار نسبت می‌دهد.: ۶۷–۶۸  نیما همچنین در برخی ابیات زیبایی و اندام یار را به عناصر طبیعت تشبیه کرده است.: ۸۵ 
محسنی، پیروز و حسین‌پور در مقاله‌ای پژوهشی، بخشی از شعرهای فارسی نیما که در قالب سنتی رباعی است را با دوبیتی‌های روجا مقایسه کرده‌اند و چهرهٔ زن در این دو اثر را با یکدیگر مقایسه نمودند. در این مقاله به ویژگی‌های ظاهری معشوقه‌ای که در روجا توصیف می‌شود، پرداخته است؛ «کیجا» در این اشعار دختری زیبارو و سفید بر و روی، با موهای بور و طلایی رنگ وصف شده که در برابر به آغوش کشیدن، مقاومتی نشان نمی‌دهد و در جواب عاشق، با محبت و عشق پاسخ می‌گوید و متعهد به تنها عاشق خود است.: ۲۰۸  روش و شکل توصیفات نیما در روجا با ادبیات فارسی کلاسیک و حتی سروده‌های فارسی خود او دگرگون است. بخشی از این تفاوت‌ها به خاطر ویژگی‌های جغرافیایی شمال ایران است؛ به‌طور مثال در مازندران که مردم عموماً صورتی کشیده و استخوانی دارند، چنین چهره‌ای نمی‌تواند الگویی باشد که شاعر وصف می‌کند و در این خطه سلیقهٔ مردان به صورت‌های گِرد تمایل بیشتری دارد و بالتبع نیما هم در روجا اینچنین دختران را وصف می‌کند.: ۲۰۹  همچنین در شعر مازندرانی، برخلاف آثار کلاسیک فارسی، معشوقه هم بُعدی انسانی داشته و اسیر تمایلات و آرزوهای جسمانی خویش است.: ۲۱۰  در نتیجه‌گیری این مقاله آمده است: «معاملات عاشقی در روجای نیما بازتابی از زندگی انسان ایرانی در عصر جدید است؛ همان‌گونه که نگاه ایرانی از عصر مشروطه به این سو، از آسمان به زمین دوخته شد، عشق میان عاشق و معشوق (کیجا) عشقی زمینی است… در روجا تقریباً پنجاه دوبیتی در توصیف کیجا آمده است که در هیچ‌کدام از آن‌ها ردّ پایی از معشوق عرفانی و آسمانی و فرازمینی نیست. کیجای نیما نمایندهٔ بی‌ریای طیف فراوانی از زنان این مرز و بوم هست که پا به پای مردان این سرزمین در آبادانی آن شریکند.»: ۲۱۴–۲۱۵ 

## زبان و تکنیک

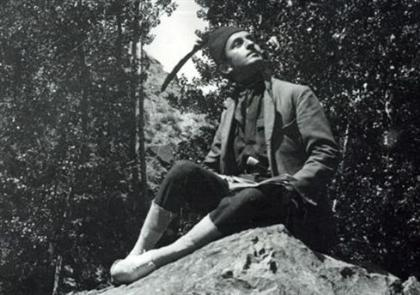
تصویری از نیما یوشیج در دوران جوانی، در طبیعت ییلاقی روستای یوش

روجا حدود یک‌هفتم از تمامی شعرهایی که از نیما یوشیج باقی مانده‌اند را تشکیل می‌دهد. نیما سرودن روجا را از سال ۱۳۰۰ هجری، موازی با سرایش شعرهای فارسی خود، آغاز کرد. زبانی که در روجا به کار رفته، گویش و لهجهٔ کوهستانی نور و کجور است که از واژه‌های اصیل مازندرانی نیز برخوردار شده است. بخشی از واژگان روجا در نقاط میانی و قسمت شمالی رشته‌کوه البرز و شرق مازندران یکسان تلفظ می‌شود؛ اما صرف فعل و برخی اصطلاحات و واژگان آن، به طور خاص در لهجه‌های نور تا نوشهر وجود دارند.: ۹  علی‌رغم گذشت سالیان، همچنان این زبان برای مازندرانی‌زبانان کنونی ملموس و قابل فهم است. با این حال، برخی از کلمات به کار رفته در این دیوان امروزه مهجور شده‌اند. همچنین نیما گاه از واژگان فارسی، بنا به ضرورت وزن و قافیه، با بسامد کمی بهره جسته است.: ۱۲۷ 

شورم گِنه من شنه نم روشمه
لَش‌بار گنه شنه پلم روشمه
ملا گنه باغ اِرم روشمه
ای مردمون من شه غمِ روشمه

ترجمه:
 مه صبح بهاری می‌گوید من رطوبت (نم) خود را می‌فروشم
باتلاق می‌گوید من علف بدبوی خود را می‌فروشم 
ملا می‌گوید من باغ بهشت را می‌فروشم
ای مردمان، من غمم را می‌فروشم

به نقل از جلیل قیصری: ۱۳۱ 
نیما یوشیج در این اثر به وضوح تحت تأثیر کنزالاسرار، دیوان امیر پازواری، است. این تأثیر در روجا هم به صورت زبانی و هم به شکل محتوایی قابل مشاهده است.: ۱۱۸  در بسیاری از ابیات روجا احساسات شاعرانه موج می‌زند ولی این شاعرانگی ناشی از به‌کارگیری آرایه‌های ادبی نیست؛ بلکه به موجب بروز عواطف شاعر است.: ۱۳۱  همچنین نماد از شاخصه‌های سبکی و شعری نیماست که همچون آثار فارسی او، در دیوان اشعار مازندرانی وی هم نمود بسیاری دارد.: ۱۳۹ 
دوبیتی رایج‌ترین قالب شعری در زبان مازندرانی است و ترانه‌های فولکلوریک آن بر روایت استوار است؛ به گونه‌ای که از تمام ظرفیت شعر برای انتقال معنی و مفهوم استفاده می‌شود و قالب شعری به نفع روایت و داستان رنگ می‌بازد و جنبهٔ تزئینی برای آن دارد. این سنت موجب خلق داستان‌های مینی‌مال در شعر مازندرانی می‌شود؛ لذا چنین داستان‌هایی در اشعار روجا هم قابل ردیابی است.: ۹۶–۹۸ 
در روجا با سروده‌هایی مواجه می‌شویم که در آن نیما یوشیج ضمن افتخار به تبار و نیاکان خود، حسرت‌ها و خواسته‌هایش را مطرح می‌کند و با خطاب قرار دادن خود، از ناکامی‌هایش می‌گوید. در بیشتر این اشعار، «نیما» فقط نامی حقیقی و منفرد نیست؛ بلکه مَجاز از هر انسانی است که بتواند به فردایی بهتر بیندیشد. این حساسیت و رویکرد در آثار نیما بسیار دیده می‌شود و می‌توان نشانه‌های مشابه آن را در آثار دیگر شاعران نیز مشاهده کرد. گویی نیما با آوردن نام خود، برای بیان دغدغه‌های انسانی از شیوهٔ امیری خوانی الهام گرفته و به حدیث نفس می‌پردازد. مهم‌ترین بخش از خودخوانی‌های نیما، جایی است که به بیان آرزوها و ناکامی‌های شاعر می‌پردازد. این بخش‌ها نه از منظر شخصی، بلکه بازتاب منِ اجتماعی شاعر است و درد مشترک اوست که در قالب حدیث نفس بازگفته می‌شود. بخش‌های زیادی از روجا را شِکوه‌ها و شکایت‌ها تشکیل داده و در برخی از این گونه ابیات نیما شخص خودش را مورد عتاب قرار می‌دهد.
به نظر مصطفی علی‌پور، منتقد ادبی، گرچه نیما شعرهای طبری را به وزن‌های کلاسیک و سنتی سروده است، ولی از منظر زبان و نگاه شاعرانه همان اتفاقی در روجا روی می‌دهد که در اشعار فارسی و نیمایی او رخ داد. علی‌پور دربارهٔ روجا می‌گوید: «آمیختگی عاشقانگی با نوعی لحن مرثیه‌ای، در ترکیب با فرهنگ و عناصر بومی مازندران یکی از زیباترین فضاهای شعر روستایی روزگار ما را شکل می‌دهد. شاید پس از ترانه‌های مذهبی و اجتماعی امیر پازواری مازندرانی، شعری به قابلیت روجای نیما یوشیج در نمایندگی کردن فرهنگ و آرزوها و غم‌ها و شادی‌های مردم مازندران وجود نداشته و ندارد.»: ۳۳  شیون نوری در گیله‌وا می‌گوید: روجا علاوه بر این که «دارای رگه‌های ساحرانهٔ شعری» است، اطلاعات مفید تاریخی، محتوایی، واژگان طبری و قواعد صرف و نحو این زبان را هم در بر می‌گیرد و «مضمونه‌های نو و بدیع نیمایی» در خود دارد. او در ادامه با مقایسهٔ شعرهای فارسی نیما با روجا می‌نویسد: «اگرچه نیما در شعر فارسی به تحول توأمان فرم و محتوی پرداخت؛ اما در روجا تحول، تحول مضمونی است یعنی انعکاس واقعیت‌ها، عشق‌ها، سرایش زبان حال توده با نگاهی ابژکتیو و کشیدن شعر به حوزهٔ اجتماعی و… اما در موسیقی شعر، خرق عادت نمی‌کند.» بیژن هنری‌کار، پژوهشگر حوزهٔ ادبیات مازندران، معتقدست نیما در روجا نگاهی نو در فضای کلاسیک داشت که حتی در آثار شاعران مازندرانی پس از او دیده نمی‌شود. جلیل قیصری با توجه به دیدگاه نظریه‌پردازانی همچون نوآم چامسکی، کارل گوستاو یونگ و کنراد لورنتس، به نقش زبان مادری در جهان‌بینی و تفکر افراد تأکید می‌کند؛ او معتقدست چهارچوب کلی بسیاری از شعرهای فارسی نیما ابتدا در قالب دوبیتی‌های روجا به وجود آمده است.: ۱۴۸–۱۴۹ 

## انتشار

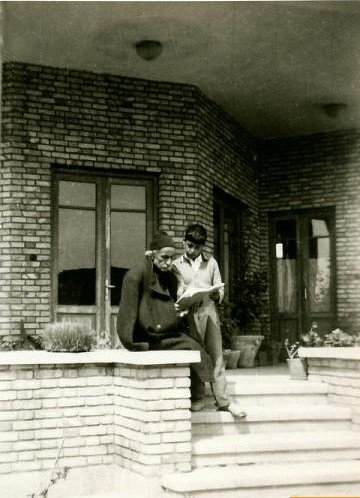
تصویری از نیما یوشیج و پسرش شراگیم در سال ۱۳۲۶ خورشیدی

یوشیج نخستین بار در سال ۱۳۲۵ خورشیدی، در کنگره نویسندگان از سرودن مجموعه شعری به زبان مازندرانی خبر داد.: ۵۹ : ۱۰۷  نگارش این اثر چهار سال طول کشید و به گفتهٔ احمد شاملو بخش بزرگی از زندگی نیما شده بود.: ۱۱۲  بیشتر شعرها و مقاله‌های نیما یوشیج پیش از مرگ او منتشر شده بودند؛ اما شعرهای مازندرانی روجا تا چند دهه بعد به چاپ نرسید.
از آنجایی که شعرهای مازندرانی نیما در زمان حیات او فرصت چاپ و انتشار نیافتند، روند تصحیح و انتشار روجا حدود سی تا چهل سال پس از مرگ او، بسیار سخت بود؛ جدا از آشفتگی نوشتن نامنظم یوشیج که گاهی با مداد روی جعبه سیگار می‌نوشت، فقدان خط و گویش معیار طبری، تنوع گویش‌های این زبان، عدم آشنایی گردآورندگان با گویش کجوری، گذشت زمان و گسیختگی و فرسایش نوشته‌ها از مشکلات گردآوری این اثر بود.: ۵۰ : ۱۰۵  در حدود ۱۰ دوبیتی از مجموعهٔ روجا توسط خود نیما به فارسی ترجمه شده‌اند.

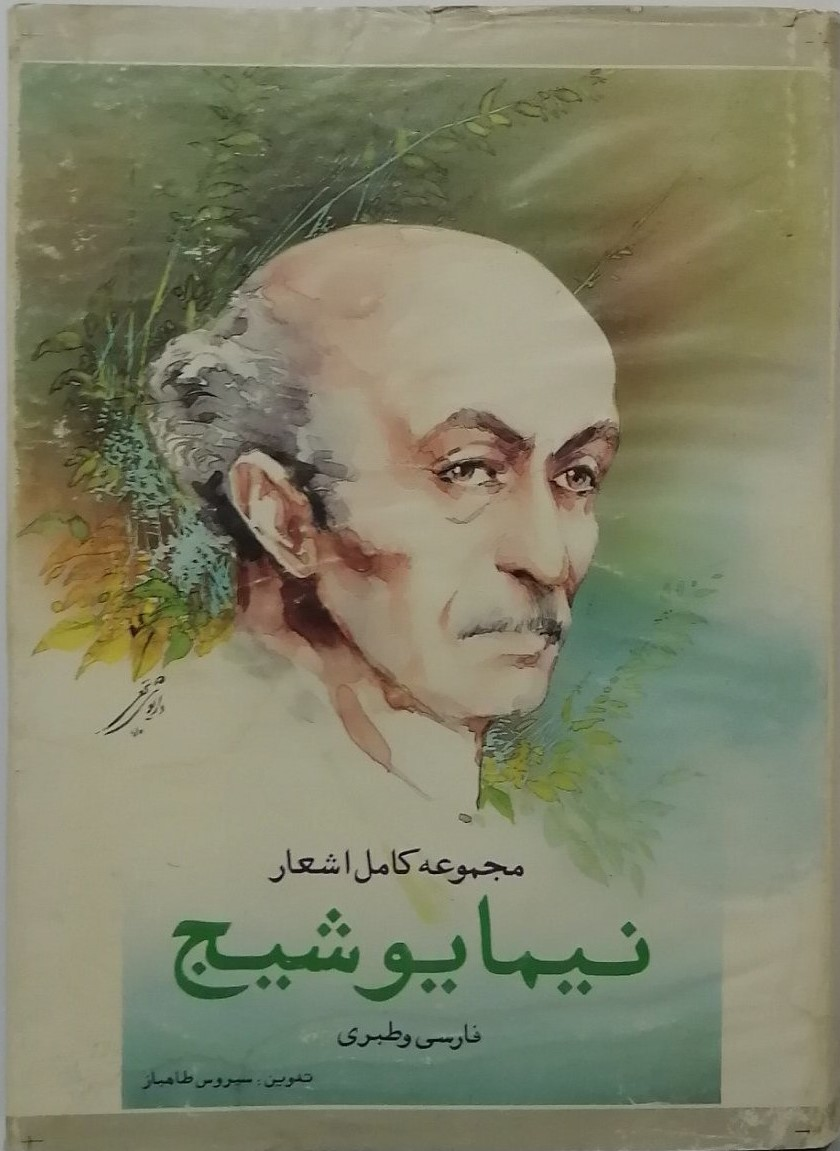
جلد مجموعهٔ کامل اشعار نیما یوشیج، به فارسی و طبری که به اهتمام سیروس طاهباز در سال ۱۳۷۰ شمسی، توسط نشر نگاه منتشر شد.

اشعاری طبری نیما، سی سال پس از مرگش: ۱۱  در سال ۱۳۷۰، با کوشش سیروس طاهباز و به شکل بخشی از «مجموعهٔ کامل اشعار نیما یوشیج» با عنوان «روجا، دفتر شعرهای طبری» به چاپ رسید.: ۳۶–۳۷  این نسخه ۴۵۴ دوبیتی مازندرانی در خود داشت. با توجه به عدم شناخت سیروس طاهباز از زبان طبری، علی‌پاشا اسفندیاری و اسفندیار اسفندیاری او را در تصحیح روجا یاری کردند و نشر نگاه دست به انتشار این نسخهٔ نخست زد. در ابتدا اعلام شد شراگیم یوشیج، پسر نیما، بر نسخهٔ یادشده نظارت کرده است، ولی پس از مدتی این ادعا تکذیب شد. مشکلات این نسخه در اعراب‌گذاری، ترجمه، و نبود فونتیک انتقادات بسیاری در پی داشت.: ۱۱ : ۱۰۷  شراگیم، که با توجه به شناختش از لهجهٔ یوش و حضورش در کنار پدر، می‌توانست مناسب‌ترین فرد برای تصحیح روجا باشد، در یک وهله حدود صد دوبیتی از مجموعه را در وبگاه شخصیش بارگذاری کرد و از دیگران تقاضا کرد که به اصلاح و اعراب‌گذاری اشعار کمک کنند.: ۱۰۷ 
مجید اسدی در سال ۱۳۸۰ نسخه‌ای از روجا را همراه با ترجمهٔ فارسی به کمک نشر شلّاک منتشر کرد: ۳۷  که این اثر نیز با نظر منفی منتقدان همراه بود.: ۳۲۶  بار دیگر، در ۱۳۸۱ محمد عظیمی نسخه‌ای از روجا را همراه با ترجمه و ریشهٔ برخی از واژگان، توسط نشر خاور زمین توزیع کرد.: ۳۷  نسخهٔ عظیمی با نقد مثبت منتقدان همراه شد. او در این کتاب، ضمن آوانویسی دوبیتی‌ها و آوردن ترجمهٔ فارسی، تحول واژگان از اوستایی و پهلوی به حالت کنونی را نیز بررسی کرده بود. نکتهٔ منفی این کتاب در مقدمه‌اش بود که به منابع اصلی ارجاع نکرده، و از این رو ارزش پژوهشی خود را از دست داده است. این نسخه شامل ۴۵۶ دوبیتی بود. در ۱۳۸۳ نشر زهره در ساری کتابی به نام واژه‌های مازندرانی در اشعار نیما یوشیج و گزیده‌ای از اشعار روجا را به تألیف فتوت نصیری سوادکوهی چاپ کرد. در سال ۱۳۹۴ کتاب «نیمای تبری» تألیف منصور علی‌اصغری برای اولین بار به بررسی موضوعی اشعار روجا پرداخت و در سال ۱۳۹۵ همایشی به منظور بررسی این شعرها برای نخستین بار در شهرستان نور برگزار شد.: ۳۷ 
عادل جهان‌آرای، در حدود سه سال، هر روز یکی از دوبیتی‌های روجا را در ستون ثابت «نیمای گپ» در روزنامه همشهری مازندران چاپ کرد و در ۵۰۴ شمارهٔ متوالی روزنامه، این اشعار منتشر شدند. جهان‌آرای سپس تصحیح جدیدی از روجا ارائه کرد که با نام «۵۰۰ روز با نیما: بررسی و تبیین اشعار تبری نیما یوشیج» منتشر شد. در سال ۱۴۰۱ انتشارات رشدیه از نسخهٔ دیگری از روجا رونمایی کرد که زیر نظر شراگیم و با همت عادل جهان‌آرای و مانی سولده و به کمک آرش انجم‌روز، در ۱۴۴ صفحه و شامل ۴۶۶ دوبیتی، به چاپ رسید. جهان‌آرای در خلال این مراسم گفت ۴۸۹ دوبیتی از نیما بازخوانی شد که برخی از آن‌ها تاکنون مجال انتشار نداشته‌اند و در نهایت ۴۶۶ قطعه با تأیید شراگیم یوشیج به انتشار رسید. در این مجموعه ۱۲ دوبیتی برای بار نخست، از روی دست‌نویس‌های شخصی نیما منتشر شدند. گویا تعدادی از شعرهایی که به چاپ نرسیدند دارای سه مصرع بوده‌اند. همچنین در این مراسم اعلام شد شراگیم در حال جمع‌آوری «فرهنگ روجا» است که قرار است در آن واژگان طبری که نیما گردآوری کرده بود، تدوین شوند. پس از انتشار این کتاب، محمد عظیمی در یادداشتی با عنوان «دستبرد جاهلانه به آثار نیما یوشیج توسط فرزندش شراگیم»، به شیوهٔ نگارش این نسخه انتقاد کرد و شراگیم یوشیج را متهم به سوءاستفاده از آثار پدرش نمود. عظیمی در این یادداشت به ادعای شراگیم مبنی بر گم شدن نسخه‌های دست‌نویس و اصل بسیاری از دوبیتی‌ها اشاره می‌کند و مدعی است شراگیم در تصحیح مذکور به کپی‌برداری ناشیانه از نسخه‌های پیشین روجا دست زده و «با تغییر کلمات، اعراب، تغییر مصرع و ترجمهٔ غلط زبان طبری، خود را محق به چاپ آثار نیما و درست‌ترین روایت می‌داند». او همچنین ادعای حق چاپ کتاب برای وارث را منقضی دانست.
جلیل قیصری و روح‌الله مهدی‌پور عمران نیز کار تصحیح نسخه‌ای دیگر از روجا را پیش گرفتند.

## برای مطالعهٔ بیشتر
- حسین حسین‌پور (۱۳۹۵) مقایسه رباعیات نیما با روجای وی از لحاظ مفهومی و تصویری
- عادل جهان آرای. «۵۰۰ روز با نیما: بررسی و تبیین اشعار تبری نیما یوشیج». نشر آرون.
- جلیل قیصری، روح‌الله مهدی پورعمرانی (۱۴۰۲) کتاب روجا اشعار تبری نیما یوشیج. رسانش نوین. شابک ‎۹۷۸-۶۲۲-۵۷۲۶-۰۷-۹